# Короткохвостые тимелии
Короткохвостые тимелии (лат. Jabouilleia) — род воробьиных птиц из семейства земляных тимелий (Pellorneidae).

## Классификация
На февраль 2018 года в род включают 2 вида и 2 подвида:
- Jabouilleia naungmungensis Rappole, Renner, Shwe & Sweet, 2005
- Jabouilleia danjoui (Robinson & Kloss, 1919) — Короткохвостая тимелия[1]
  - Jabouilleia danjoui parvirostris Delacour, 1927
  - Jabouilleia danjoui danjoui (Robinson & Kloss, 1919)